# Liste der Monuments historiques in Plichancourt
Die Liste der Monuments historiques in Plichancourt führt die Monuments historiques in der französischen Gemeinde Plichancourt auf.

## Liste der Objekte
| Bezeichnung               | Beschreibung                                                                | Standort                     | Kennzeichnung | Schutzstatus | Datum | Bild |
| ------------------------- | --------------------------------------------------------------------------- | ---------------------------- | ------------- | ------------ | ----- | ---- |
| Hauptaltar                | Altartisch und Retabel; Holz, farbig gefasst und vergoldet, 18. Jahrhundert | in der Kirche St-Remi (Lage) | PM51003193    | Inscrit      | 1982  |      |
| Skulptur Madonna mit Kind | Stein, farbig gefasst, 14. Jahrhundert                                      | in der Kirche St-Remi (Lage) | PM51000638    | Classé       | 1911  |      |
| Kreuzigungsfenster        | aus dem 16. Jahrhundert                                                     | in der Kirche St-Remi (Lage) | PM51000639    | Classé       | 1984  |      |